# U-278
| U-278 | U-278 | U-278 |
| --- | --- | --- |
| | | |
| | | |
| U-278 з борту американського літака B-24 «Ліберейтор»                                                        | | |
| Під прапором                                                                                                 | Третій Рейх | Третій Рейх |
| Замовлення                                                                                                   | 10 квітня 1941 | 10 квітня 1941 |
| Закладений                                                                                                   | 26 березня 1942 | 26 березня 1942 |
| Спуск на воду                                                                                                | 2 грудня 1942 | 2 грудня 1942 |
| Введений до складу флоту                                                                                     | 16 січня 1943 | 16 січня 1943 |
| На службі | 1943—1945 | 1943—1945 |
| Сучасний статус                                                                                              | 9 травня 1945 року капітулював у Нарвіку союзникам; переведений до Лох-Еріболл у Шотландії. 31 грудня 1945 року потоплений артилерійським вогнем есмінців «Онслот» і «Блискавка» під час операції «Дедлайт» | 9 травня 1945 року капітулював у Нарвіку союзникам; переведений до Лох-Еріболл у Шотландії. 31 грудня 1945 року потоплений артилерійським вогнем есмінців «Онслот» і «Блискавка» під час операції «Дедлайт» |
| Бойовий досвід                                                                                               | Друга світова війна Битва за Атлантику | Друга світова війна Битва за Атлантику |
| Проєкт | | |
| Тип ПЧ | середній торпедний ДПЧ | середній торпедний ДПЧ |
| Розробник проєкту                                                                                            | Bremer Vulkan, Бремен-Вегесак | Bremer Vulkan, Бремен-Вегесак |
| Вартість | 4 714 000 ℛℳ | 4 714 000 ℛℳ |
| Основні характеристики                                                                                       | | |
| Швидкість (надводна)                                                                                         | 17,9 вузла | 17,9 вузла |
| Швидкість (підводна)                                                                                         | 8 вузлів | 8 вузлів |
| Робоча глибина занурення                                                                                     | 100 м | 100 м |
| Гранична глибина занурення                                                                                   | 220 м | 220 м |
| Автономність плавання                                                                                        | 135—174 км на швидкості 4 вузли (в підводному положенні) 11 470 км на швидкості 10 вузлів (у надводному положенні)                                                                                          | 135—174 км на швидкості 4 вузли (в підводному положенні) 11 470 км на швидкості 10 вузлів (у надводному положенні)                                                                                          |
| Екіпаж | 44—60 осіб | 44—60 осіб |
| Розміри | | |
| Довжина найбільша (по КВЛ)                                                                                   | 67,1 м | 67,1 м |
| Ширина корпусу найб.                                                                                         | 6,2 м | 6,2 м |
| Висота | 9,6 м | 9,6 м |
| Середня осадка (по КВЛ)                                                                                      | 4,74 м | 4,74 м |
| Водотоннажність надводна                                                                                     | 769 т | 769 т |
| Силова установка                                                                                             | | |
| дизель-електрична; 2 дизельних двигуни MAN M 6 V 40/46, 2 електродвигуни Siemens-Schuckert-Werke GU 343/38-8 | | |
| Гвинти | 2 | 2 |
| Потужність                                                                                                   | 2800—3200 к.с. (дизелі) 750 к.с. (електродвигуни) | 2800—3200 к.с. (дизелі) 750 к.с. (електродвигуни) |
| Озброєння | | |
| Артилерія | 1 × 88-мм палубна гармата SK C/35 | 1 × 88-мм палубна гармата SK C/35 |
| Торпедно- мінне озброєння                                                                                    | 4 носових і один кормовий ТА 14 торпед або 26 мін TMA | 4 носових і один кормовий ТА 14 торпед або 26 мін TMA |
| ППО | 1 × 37-мм зенітна гармата Flak M42 2 × 20-мм зенітні гармати FlaK 30 | 1 × 37-мм зенітна гармата Flak M42 2 × 20-мм зенітні гармати FlaK 30 |

U-278 — німецький підводний човен типу VIIC, що входив до складу Військово-морських сил Третього Рейху за часів Другої світової війни. Закладений 26 березня 1942 року на верфі Bremer Vulkan у Бремен-Вегесак. Спущений на воду 2 грудня 1942 року, а 16 січня 1943 року корабель увійшов до складу ВМС нацистської Німеччини. Єдиним командиром човна був капітан-лейтенант Йоахім Франце.
Увійшов до складу 8-ї навчальної флотилії, де проходив навчання з січня до вересня 1943 року. Після завершення тренувань перейшов до 7-ї флотилії ПЧ, а потім до 11-ї й наприкінці війни до 13-ї флотилії підводних човнів Крігсмаріне. З грудня 1943 до кінця Другої світової човен здійснив 7 бойових походи, в яких потопив один бойовий корабель та транспортне судно типу «Ліберті».
9 травня 1945 року капітулював у Нарвіку союзникам. Переведений до Лох-Еріболл у Шотландії. 19 травня переведений до Лісагаллі, де 31 грудня 1945 року потоплений артилерійським вогнем есмінців «Онслот» і «Блискавка» під час операції «Дедлайт».

### Особливості корабельного озброєння
U-278 належав до рідкої модифікації човнів типу VIIC, на яких встановлювала 37-мм одноствольна зенітна гармата M43U на рідкісній установці LM 43U. Кріплення LM 43U було найсучаснішим варіантом кріплення, яке використовувалося на підводних човнах і, як відомо, встановлювалося лише на підводні човни (U-821, U-977, U-1023, U-1171, U-1305 і U-1306). Також на U-278 встановлено спарену 20-мм зенітну систему C38 у установці M 43U Zwilling із коротким складаним щитом. Варінат M 43U використовувався на ряді підводних човнів (U-190, U-250, U-249, U-337, U-475, U-853, U-1058, U-1109, U-1023, U-1105, U-1165 та U-1306).

## Перелік затоплених U-278 суден у бойових походах
| №                                                           | Дата          | Назва           | Тип                   | Належність      | Водотоннажність (брт) | Вантаж | Конвой        | Результат та координати                                                | Наслідки атаки для екіпажу       | Прим.                 |
| ----------------------------------------------------------- | ------------- | --------------- | --------------------- | --------------- | --------------------- | --- | ------------- | ---------------------------------------------------------------------- | -------------------------------- | --------------------- |
| Перший похід (8.01—28.01.1944, 21 доба; Берген—Гаммерфест)  |               |                 |                       |                 |                       | |               |                                                                        |                                  |                       |
| 1                                                           | 25 січня 1944 | Penelope Barker | вантажне судно        | США             | 7 177                 | 8000 тонн сталі, автомашини, літаки, танки, 4 локомотиви, 4 залізничні платформи, продовольство, кислоти в контейнерах | Конвой JW 56A | потоплений 73°22′ пн. ш. 22°30′ сх. д. / 73.367° пн. ш. 22.500° сх. д. | 72 (16 загиблих та 56 врятовані) | судно класу «Ліберті» |
| Другий похід (29.01—19.02.1944, 22 доби; Гаммерфест—Нарвік) |               |                 |                       |                 |                       | |               |                                                                        |                                  |                       |
| 2                                                           | 30 січня 1944 | «Гарді»         | ескадрений міноносець | Велика Британія | 1810                  | | Конвой JW 56B | потоплений 73°40′ пн. ш. 24°30′ сх. д. / 73.667° пн. ш. 24.500° сх. д. | ? (48 загинуло та ? врятовані)   |                       |